# Gustav Gamper
Gustav Gamper (* 10. September 1873 in Trogen; † 8. März 1948, anderes Datum 9. März 1948 in Zürich) war ein Schweizer Musiker, Maler und Schriftsteller.

## Leben

### Familie
Gustav Gamper war der Sohn des Pfarrers Wilhelm Gamper (* 20. Juli 1842 in Winterthur; † 6. April 1921 in Dresden) und dessen Ehefrau Adèle (geb. Sulzer); er hatte einen Bruder. 1882 zog die Familie nach Dresden um.
1901 heiratete er in erster Ehe Aline, die Tochter von Georg Heinrich Bernhard Giesker aus Zürich; gemeinsam wohnten sie mehrere Jahre in Stufels bei Scharans und hatten zwei Kinder. In zweiter Ehe heiratete er am 25. April 1910 in London Françoise Elisabeth (* 1882; † 17. Juni 1926), Tochter von Jakobus van Rees aus Amsterdam. Seine dritte Ehefrau Margaretha Paulina (geb. Disler) (* 19. Oktober 1893) verstarb am 31. ?? 1943.
Er lebte mehrere Jahrzehnte in Aeschi und wohnte an seinem 70. Geburtstag in Riehen bei Basel.

### Werdegang
Nachdem die Familie 1875 nach Winterthur umgezogen war, weil sein Vater die Leitung der neu gegründeten dortigen Höheren Töchterschule  übernommen hatte, wuchs Gustav Gamper bis zum Umzug nach Dresden dort auf.
Nach dem Besuch des Gymnasiums in Dresden wurde er zunächst als Schüler von Friedrich Grützmacher in Dresden zum Cellisten ausgebildet. Seine Ausbildung beendete er bei Hugo Becker, sodass er in Sinfoniekonzerten öffentlich auftreten konnte. In Dresden freundete sich seine Familie mit dem Komponisten Felix Draeseke an.
1890 begann er bei Hermann Gattiker in Zürich mit einem Studium der Malerei, das er 1891 bei Friedrich Kallmorgen in Grötzingen fortsetzte.
Er begann 1893 an der Kunstakademie (heute Staatliche Akademie der Bildenden Künste) in Karlsruhe bei Robert Poetzelberger, Gustav Schönleber, Wilhelm Krauskopf, Ernst Würtenberger und Leopold von Kalckreuth zu studieren, bis er 1897 in die Schweiz zurückkehrte.
In Karlsruhe entwickelte sich eine Freundschaft unter anderem zu Wilhelm Laage, Karl Hofer und Emil Rudolf Weiß. In jener Zeit fuhr er auch nach Bayreuth und lernte die Werke von Richard Wagner kennen, den er seitdem verehrte. In Stuttgart waren Hermann Haller, Karl Hofer, Emil Rudolf Weiß, Wilhelm Laage und Jacques Ernst Sonderegger seine Kommilitonen.
Nach der malerischen Ausbildung reiste er nach Paris, Zürich, Schaffhausen, Zug, Bern, Ascona, Locarno, England, nach Südfrankreich mit Hans Sturzenegger, und nach Rom mit Alfred Bloesch (1890–1967), Wilfried Buchmann, Hermann Haller, Karl Hofer und Albert Zubler.
Er lebte als Maler und Schriftsteller in Bôle, Seewis im Prättigau und 1932 in Lignières am Bielersee.
1940 gab er als Cello-Lehrer der Ortsgruppe Thun des Schweizerischen Musikpädagogischen Verbandes in Thun Unterricht.

### Künstlerisches und schriftstellerisches Wirken
Gustav Gamper war ein Landschaftsmaler, der in Aquarell, seltener in Öl, malte und daneben Zeichnungen, Lithografien, Holzschnitte und Radierungen sowie Bühnenbilder schuf.
Er wurde bedeutend durch Richard Wagner beeinflusst, zu dessen Parsifal-Aufführung er 1913 in Bern die Bühnenbilder entwarf, die der Bühnenbildner Albert Isler (1874–1933) in Zürich ausführte. Nach den Entwürfen wurden auch später die Bühnenbilder weiter gestaltet.
Er beschäftigte sich als Schriftsteller vor allem mit Lyrik und veröffentlichte 1905 seinen Roman Prüfung und Ziel sowie weitere Erzählungen; später dichtete er auch Wanderlieder.
1908 und 1910 veröffentlichte er in zwei Teilen das 1200 Gedichte umfassende Werk Die Brücke Europas, das ein Hymnus auf die Schweiz ist. Daran hatte er seit 1903 gearbeitet; er widmete es seinem Vorbild, dem amerikanischen Dichter Walt Whitman.
1915 veröffentlichte er seine Reisebeschreibung Rom und Reise.
Er schrieb auch Aufsätze, Artikel und Gedichte, unter anderem für die Tageszeitungen Neue Zürcher Zeitung, und Der Bund, die Monatsschriften Donauland und Schweizerland, die Vierteljahresschrift für Philosophie und Kunst Individualität und den Schweizer Heim-Kalender, der jährlich erschien, sowie das Jahrbuch der Literarischen Vereinigung Winterthur. und dem Jahrbuch Die Schweiz.
Gustav Gamper gehörte dem römischen Künstlerkreis um Hans Brühlmann, Wilfried Buchmann, Hermann Haller und Paul Basilius Barth an.
Er pflegte Freundschaften unter anderem zu den Malern Fritz Widmann (1869–1937), Albert Zubler und Hans Sturzenegger, die er in der 1899 von Hermann Gattiker gegründeten Künstlerkolonie in Rüschlikon kennengelernt hatte, sowie auch zu dem Dichter Hans Reinhart, mit dem er sich 1940 für die Rettung von Alfred Mombert einsetzte, der mit seiner Schwester ins Internierungslager Camp de Gurs in Südfrankreich deportiert war. Weiterhin war er mit dem Maler Carl Roesch befreundet.
Er pflegte auch eine Freundschaft zu Hermann Hesse, mit dem er 1917 einige Zeit in Minusio verbrachte, in der sie auch mehrere Wanderungen unternahmen und den er anschliessend im Aquarellieren unterrichtete. Im April 1919 zeichnete Hermann Hesse ihn dann beim Malen; später besuchte er Gamper Hesse öfter in dessen Haus in Monti della Trinità oberhalb von Locarno. Im Roman Demian von Hermann Hesse geht die Figur des Theosoph Knauer auf Gustav Gamper zurück.

## Ausstellungen (Auswahl)
- Dezember 1897: Sammelausstellung der Künstlervereinigung Zürich im Zürcher Künstlerhaus. Dort stellte er erstmalig seine Aquarelle, Zeichnungen, Lithografien und Radierungen vor.[35]
- 1899: Sammelausstellung im Zürcher Künstlerhaus.[36]
- November 1901: Sammelausstellung im Zürcher Künstlerhaus[37]
- Juli 1903: Sammelausstellung im Zürcher Künstlerhaus.[38]
- April 1904: Sammelausstellung im Zürcher Künstlerhaus.[39]
- Mai 1905: Sammelausstellung im Zürcher Künstlerhaus.[40]
- Juni 1906: Ausstellung gemeinsam mit Johann Rudolf Amsler, Philipp Hössli (1873–1917),[41] August Schmid (1877–1955)[42] und Philipp Dammköhler (1871–1924)[43] in Schaffhausen.[44] Hierbei kaufte der Bundesrat sein Werk Novembertag.[45]
- Juni 1906: Sammelausstellung im Zürcher Künstlerhaus.[46]
- Dezember 1908: Sammelausstellung im Zürcher Künstlerhaus[47].
- Juni 1909: Sammelausstellung in Schaffhausen[48].
- Dezember 1909: Sammelausstellung im Zürcher Künstlerhaus[49].
- Oktober 1910: Sammelausstellung im Zürcher Künstlerhaus[50].
- Juni 1911: Sammelausstellung in Winterthur[51].
- September 1911: Gemeinsam mit der Bildhauerin Ida Schaer-Krause im Theater-Kasino in Zug[52].
- Juni 1912: Kunstausstellung in Dresden[53].
- Oktober 1912: Sammelausstellung im Inthurneum in Schaffhausen[54].
- Dezember 1913: Ausstellung der Künstlergruppe Die Walze im 1910 eröffneten Kunsthaus Zürich[55].
- März 1914: Teilnahme an Die Gustav Gamper-Kollektion im Helmhaus[56] in Zürich[57].
- Oktober 1914: Holzschnittausstellung im Kunstgewerbemuseum Zürich[58].
- April 1916: Ausstellung der Künstlergruppe Die Walze in den Graphischen Werkstätten der Gebrüder Fretz in Zürich[59].
- Oktober 1916: Sammelausstellung im Zürcher Kunsthaus[60].
- Juni/Juli 1917: Ausstellung der Künstlergruppe Die Walze in den Graphischen Werkstätten der Gebrüder Fretz in Zürich[61]
- Dezember 1917: Herbstausstellung an der Eidgenössischen Technischen Hochschule in Zürich[62].
- März/April 1918: Ausstellung der Künstlergruppe Die Walze in Winterthur[63].
- Juli 1918: Ausstellung im Kunstsalon Wys in Zürich[64].
- Dezember 1918: Weihnachtsausstellung im Zürcher Kunsthaus[65].
- Februar 1919: Sammelausstellung im Zürcher Kunsthaus[66].
- Februar 1919: Gemälde-Ausstellung von Gustav Gamper, Carl Roesch, Victor Surbek und Emil Weber im Kunstmuseum Winterthur[67].
- März/April 1919: Sammelausstellung im Kunstsalon Wolfsberg in Zürich[68].
- Mai 1919: Sammelausstellung im Zürcher Kunsthaus[69].
- Juli 1923: Sammelausstellung in der Berner Kunsthalle[70].
- Dezember 1825: Dezemberausstellung der Künstlergruppe Winterthur im Museum in Winterthur[71].
- Mai/Juni 1930: Ausstellung des Kunstvereins Schaffhausen im Konvikt Schaffhausen[72].
- November 1931: Theaterkunstausstellung im Gewerbemuseum Zürich[73].
- Januar 1932: Gemeinsame Ausstellung mit dem Holländer Jan Terwey (1883–1965)[74] in der Galerie Benador in Genf[75].
- Mai/Juni 1932: Gemeinsame Ausstellung mit  Adolf Holzmann (1890–1968,)[76] Alfred Kolb (1878–1948)[77], Werner Meier, Gertrud Sulzer (1888–1969)[78] und Gustav Weiß (1886–1973)[79] im Atelier von Rudolf Koller in Zürich[80].
- Dezember 1932: Dezemberausstellung der Künstlergruppe Winterthur in Winterthur[81].
- Oktober 1933: Einzelausstellung im Museum in Winterthur[82].
- Dezember 1933: Dezemberausstellung der Künstlergruppe Winterthur in Winterthur[83].
- März/April 1940: Gemeinsame Ausstellung mit dem Maler Alfred Kolb und der Bildhauerin Friedel Grieder im Museum zu Allerheiligen[84] in Schaffhausen[85].
- August 1940: Gemeinsame Ausstellung mit Fred Stauffer, Hans Purrmann, Erich Wendelstein (1914–1942)[86] und Alexander Müllegg (1904–1982)[87] in der Kunsthalle Bern[88][89].
- Dezember 1940: Sammelausstellung der Kunstgesellschaft Thun in Thun[90].
- Mai 1942: Sammelausstellung im Kunstmuseum in Winterthur[91].
- Dezember 1943. Anlässlich seines 70. Geburtstages erfolgte eine Sonderschau mit 60 seiner Werke während der Dezemberausstellung im Museum Winterthur[92].
- Juni 1947: Kunstausstellung Zürich-Land in Winterthur[93].
- August/September 1948: Gedenkausstellung im Zürcher Kunsthaus[94].
- Januar 1949: Anlässlich der Hundertjahrfeier des Kunstvereins Winterthur wurde verschiedene seiner Werke der Öffentlichkeit gezeigt[95].
- September/Oktober 2003: Ausstellung Trio der Malerpoeten: Gustav Gamper, Hermann Hesse, Ernst Kreidolf im Hermann-Hesse-Möri-Museum in Gaienhofen[96].
- Mai bis August 2013: Walküren über Zürich. 150 Jahre Wagner-Aufführungen in Zürich im Kunsthaus Zürich[97].

## Mitgliedschaften
Gustav Gamper war Mitglied der im Juli 1897 neu gegründeten Künstlervereinigung Zürich.
1907 gehörte er dem 1896 gegründeten Karlsruher Künstlerbund an.
Er war bis zu seinem Tod Mitglied des Berner Schriftstellervereins.
1908 war er Gründungsmitglied von Die Walze, der Vereinigung der schweizerischen Grafiker, in deren Leitung er 1918 gewählt wurde.
Ab 1925 gehörte er der Künstlergruppe Winterthur an.
Er gehörte weiter dem Kunstverein Schaffhausen an. und war Mitglied der Kunstgesellschaft Thun.

## Ehrungen und Auszeichnungen
1944 wurde Gustav Gamper für den 3. Band seiner Gesamtwerke von der Schweizerischen Schillerstiftung mit 500 Schweizer Franken ausgezeichnet.

## Trivia
1899 hielt er sich in der neu gegründeten Künstlerkolonie in Rüschlikon auf. Er ging eines Nachmittags in das Gemeinschaftshaus, in dem bereits Johannes Brahms 1874 gewohnt hatte, warf sich einen geblümten Umhang als faltenreiche Toga über und kam mit seinem Cello und einem Blättergewinde auf dem Haar als «Römer» wieder aus dem Haus und spielte für die Künstler, bis der erste Künstler die Wolken sah und rief: ich muss Luft malen.

## Schriften (Auswahl)
- Cello. E. Diederichs, Florenz / Leipzig 1896.
- Spätes Jahr auf einem einsam gelegenen Bauenhofe. Pätz, Naumburg (Saale) 1899.
- Zur Seele. Liebich, Stuttgart 1900.
- Prüfung und Ziel. Schäfer, Schkeuditz 1905.
- Die Brücke Europas.
  - Erster Teil. Schäfer, Schkeuditz 1908.
  - Zweiter Teil. Schäfer, Schkeuditz 1910.
- Rom und Reise. Rascher, Zürich 1915.
- Hundert Ghasele: Saitenspiel. Verlag der Münster-Presse, Zürich 1923.
- Im Saal der Meister - hundert Sonette. Münster-Presse, Horgen / Zürich 1929.
- Gesammelte Werke.
  - Band 1: Die Brücke Europas. Rascher, Zürich / Leipzig 1935.
  - Band 2: Gedichte in Prosa; Erzählungen; Betrachtungen. Rascher, Zürich / Leipzig 1937.
  - Band 3: Wanderung und Begegnung: Gedichte. Rascher, Zürich / Leipzig 1944.
- Opfergedanken für das Reich der Mitte. Tschudi, Glarus 1945.
- Hermann Aellen: eine Würdigung zum 50. Geburtstag des Dichters und kleine Lese aus seinen Werken. Die Arche, Klosterreichenbach (Schwarzwald) 1937.
- Gedichte in Prosa. Erzählungen. Betrachtungen. Rascher, Zürich 1937.